# Joahann Jakob Honneger

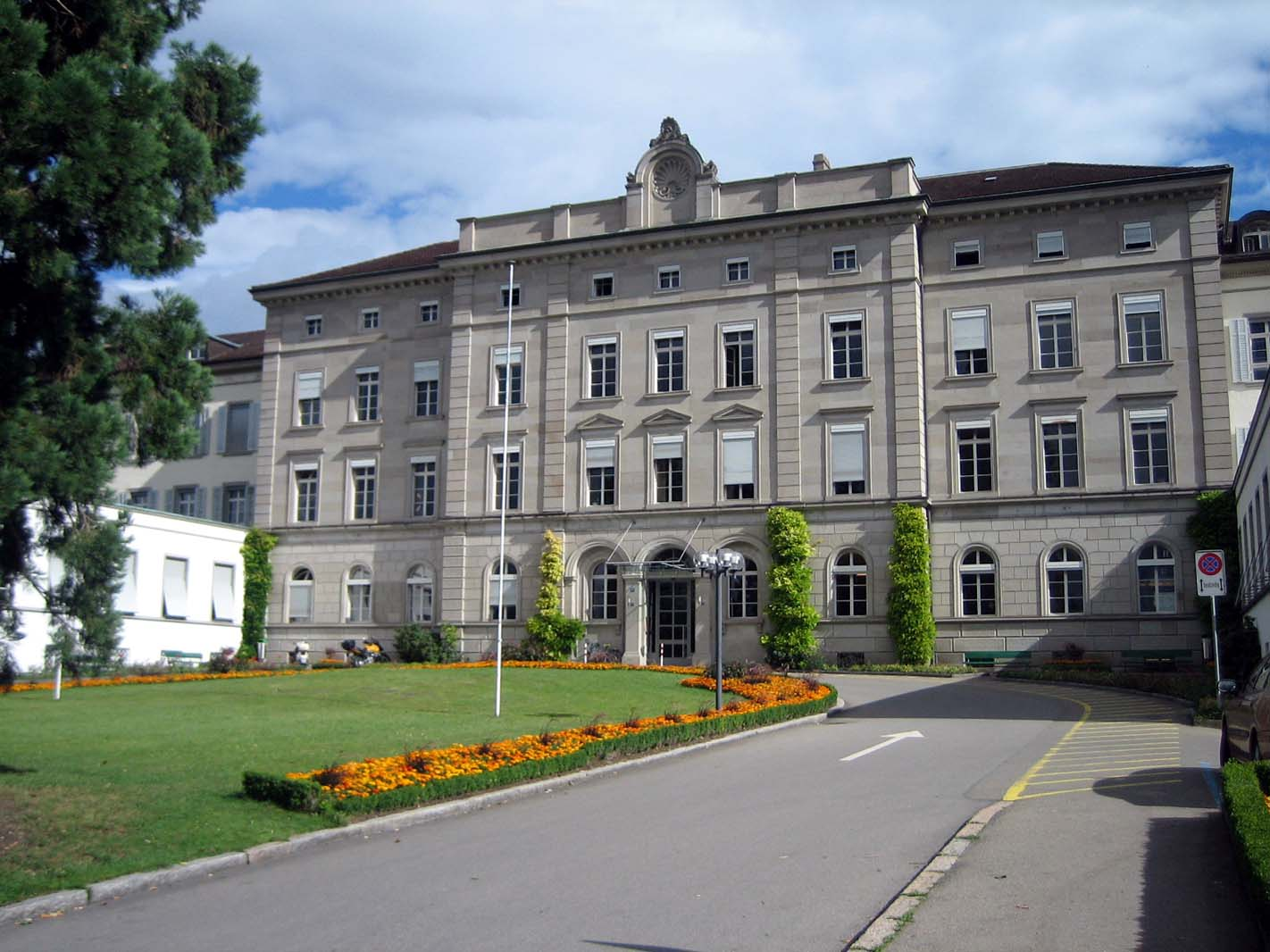
Entrée de la clinique psychiatrique de Zurich où travailla Honneger.

Johann Jakob Honneger, parfois orthographié Honeger, (né en 1885 et mort le 28 mars 1911, à Territet) est un psychiatre suisse qui a travaillé sous l'autorité de Carl Gustav Jung lors de son passage au clinique psychiatrique universitaire de Zurich, surnommée le « Burghölzli », dès 1909. Peu d'informations existent sur sa vie et ses travaux, et la principale source qui existe demeure la correspondance entre Sigmund Freud et Carl Gustav Jung, dans laquelle les deux hommes évoquent les travaux et le décès de Honneger.

## Enfance et études
Fils d'Adolf Meyer, enseignant suisse, Johann Jakob Honneger fait ses études à Zurich.

## Jung et Honneger
À son arrivée à la clinique psychiatrique universitaire de Zurich, sous la responsabilité de Jung, en 1909. Honneger souhaite travailler sur la formation des délires paranoïaques. Jung lui confie donc un patient, Emil Schwyzer, pensionnaire de la clinique zurichoise depuis 1901 après sa tentative de suicide. Il souffre de troubles paranoïaques et mégalomaniaques, et ses nombreuses hallucinations intriguent Jung qui souhaite élaborer une théorie psychanalytique des délires.
Schwyzer est un schizophrène délirant qui voit dans le Soleil un « membrum erectum » (un « pénis en érection ») et dont le mouvement érotique produit le vent.

## La conférence de Nuremberg
Les 30 et 31 mars 1910, à Nuremberg, a lieu le second congrès de la psychanalyse naissante. La communication de Honneger, intitulée « La formation du délire paranoïaque » expose ses propres conclusions relatives au cas de Schwyzer. Freud, présent dans l'assemblée, dit en avoir retenu « une impression profonde », parlant d'un « moment mémorable ». Cette allocution a permis à Freud de réfléchir quant au lien des mythes anciens avec les délires actuels. Dans Totem et Tabou, il fait ainsi référence au cas d'Emil Schwyzer étudié par Honneger :

« (...) les formations fantasmatiques de certains malades mentaux (dementia praecox) s'accordaient de manière extrêmement frappante avec les cosmogonies mythologiques de peuples anciens sur lesquels il était impossible que les malades dépourvus d'instruction aient eu une information scientifique. (...) l'accent était aussi très fortement mis sur l'importance que revêtait le parallélisme entre évolution  ontogénétique et évolution phylogénétique  également pour la vie psychique. Dans le délire d'une démence paranoïde d'un patient d'éducation scolaire simple, on trouve donc de nouvelles créations de très anciennes représentations mythologiques et philosophiques. »

Honneger avait rédigé un compte-rendu de sa communication  pour le Jahrbuch für psychoanalytische und psychopathlogische Forschungen de 1910, volume II, partie I, seul écrit qui témoigne de son travail.

## Mort de Honneger
Sujet à la dépression, Honneger se suicide, par overdose de morphine, un an plus tard, le 28 mars 1911, au sanatorium de Territet, dans le canton de Vaud (Suisse), où il avait été admis pour dépression. Freud, prévenu par Jung le 31 mars écrit par la suite une lettre, datée du 2 avril 1911, à Ferenczi, dans laquelle il exprime son chagrin : « Honegger, en qui j'avais mis beaucoup d'espoir (...) était un homme brillant et intelligent », ajoutant que « quelque chose en lui refusait de s'adapter à la vie ».
Peu après sa mort, Freud, choqué, dans une lettre à Jung du 2 avril 1911, explique : « Je suis frappé de ce qu'en fait nous consommons beaucoup de personnes ».

## La controverse à propos de l'«inconscient collectif»
Aidé de son élève, Joahann Jakob Honneger, Jung voit dans le mythe du « soleil phallique » de Schwyzer la résurgence de mythes que le patient ne peut connaître. Il a alors l'idée d'effectuer des recherches bibliographiques qui permettraient de l'aider à saisir le sens du délire de son patient et charge Honneger de mener l'enquête. Dans l'ouvrage d'Albrecht Dieterich et de Richard Wünsch, Eine Mithrasliturgie (1910), Honneger lit une vision semblable, celle évoquant « un tuyau pendant du Soleil ». Jung et lui rapprochent donc le délire du patient de mythes anciens, notamment celui de la liturgie du dieu Mithra. Il demande donc à Honneger de recueillir tous les matériaux possibles sur Schwyzer, à propos duquel le jeune assistant réalise sa thèse de doctorat en médecine. Entrevoyant l'importance de ses découvertes, Jung met une pression terrible sur Honneger, qui est considéré par certains historiens de la psychanalyse comme le véritable découvreur du concept d'inconscient collectif, récupéré ensuite par Jung.